# Kremnické vrchy
Kremnické vrchy jsou sopečné pohoří v centrální části Slovenska, součást provincie Západní Karpaty, subprovincie Vnitřní Západní Karpaty a oblasti Slovenské středohoří.
Hraničí s těmito geomorfologickými celky: na severu Velká Fatra a Turčianská kotlina, na západě Žiar, Hornonitrianská kotlina a Vtáčnik, na jihu Žiarská kotlina a Štiavnické vrchy, na krátkém jihovýchodním úseku Pliešovská kotlina a Javorie a na východě Zvolenská kotlina a Starohorské vrchy.

## Členění
Člení sa na pět geomorfologických podcelků:
- Kunešovská hornatina v severozápadní části
- Jastrabská vrchovina v jihozápadní části
- Flochovský chrbát v centrální části a na severu
- Turovské predhorie na jihu
- Malachovské predhorie na východě

## Vrcholy
Nejvyšším vrchem je Flochová (1316,9 m), v hlavním hřebeni vystupují i další významné vrchy: Svrčinník (1312,8 m), Tabla (1178,4 m), Vyhnatová (1282,6 m), Skalka (1231,6 m), Mýtny vrch (1221,4 m), Zlatá studňa (1265,4 m), Velestúr (1254,4 m), Smrečník (1249,2 m) a Horná skala (1140,3 m).
Jednotlivé vrchy oddělují sedla: Sedlo Flochové (1297 m), Kordícké sedlo (1117,1 m), sedlo Tunel (1150 m), Bystrické sedlo (1190 m), Králické sedlo (1185 m) a sedlo Tri kríže (1180 m).

## Charakteristika
Kremnické vrchy vznikly sopečnou činností, základem geologické stavby jsou lávová tělesa.
Původní porost tvořily na většině území jedlobukové lesy, dnes se na mnohých místech lesnaté porosty střídají s travnatými plochami. Z dalších dřevin se zde vyskytuje javor a jilm, v nižších polohách se objevují porosty tisu. Další vegetace je zde poměrně jednotvárná, pestřejší květena se nachází jen v okrajových částech, horské druhy bylin se objevují pravidelněji jen pod hlavním hřebenem. V souvislých lesních porostech můžete narazit na medvěda hnědého, divokou kočku nebo kunu lesní.
Jediným velkým vodním tokem je řeka Hron, která přibírá ze svahů Kremnických vrchů množství drobných říček a potoků.
Kremnické vrchy patří podnebně k mírně teplým oblastem. Teploty v zimních měsících se pohybují okolo -2 až -5 °C, v letním období dosahují cca 16–18 °C. Počet dní se sněhovou pokrývkou je přibližně 60–100, počet letních dní je cca 30–50.

## Chráněná území

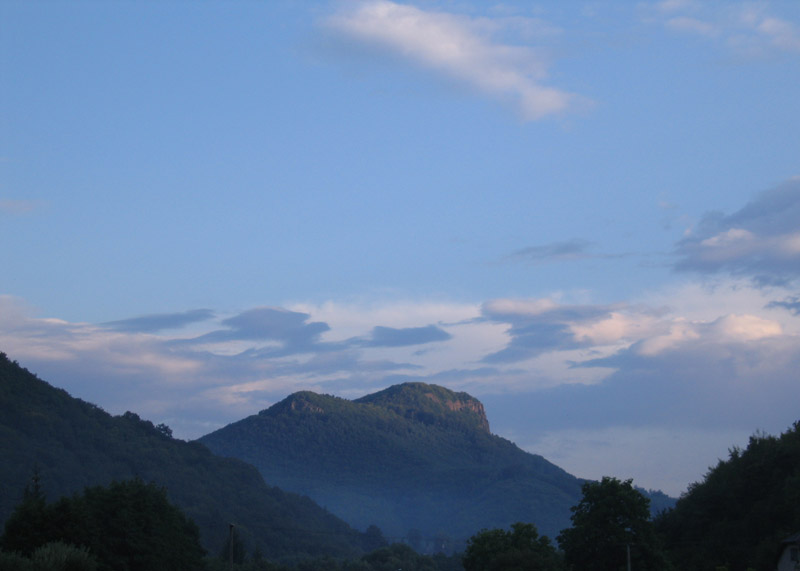
Jastrabská skala z Dolné Vsi

Kremnické vrchy jsou díky množství přírodních zvláštností a rozmanitostí zařazeny mezi velmi vyhledávané, atraktivní a vysoko hodnocené oblasti. Návštěvníci si mohou prohlédnout početné přírodní výtvory a zajímavosti soustředěné především do národních přírodních rezervací – národní přírodní rezervace Boky a národní přírodní rezervace Harmanecká tišina. Mezi chráněné přírodní výtvory patří Turovský sopúch u obce Turová, Jastrabská skala a Čertova skala.

## Obce
Uvnitř pohoří se nalézá 21 obcí a spolu s nimi i město Kremnica, podle kterého dostala celá oblast své jméno.
Jde o tyto obce:
| - Bartošova Lehôtka - Dolná Ves - Horná Ves - Horné Pršany - Hronská Dúbrava - Ihráč - Jastrabá |  | - Kopernica - Krahule - Kremnické Bane - Kunešov - Lúčky - Malachov - Nevoľné |  | - Pitelová - Stará Kremnička - Trnavá Hora - Tŕnie - Turová - Turček - Železná Breznica |